# Souhvězdí Rydla
Rydlo (lat. Caelum) je jedno z 88 souhvězdí moderní astronomie, leží na jižní obloze. Zavedl jej Nicolas Louis de Lacaille v roce 1750 jako Sochařovo rydlo (Caelum Sculptorium popř. Cela Sculptoris, jak je popsáno v zrcadle Uranie (Urania's Mirror) a název později zkrátil Francis Baily na návrh Johna Herschela. Jedná se o osmé nejmenší souhvězdí na obloze. IAU přijala tříznakovou zkratku pro souhvězdí – „Cae“ v roce 1922.

## Významné hvězdy
| Hvězda | Jméno | Hvězdná velikost | Absolutní hvězdná velikost |
| ------ | ----- | ---------------- | -------------------------- |
| α Cae  | α Cae | 4,45m            | 2,92                       |
| γ Cae  | γ Cae | 4,55m            | 0,78                       |
| β Cae  | β Cae | 5,04m            | 2,83                       |
| δ Cae  | δ Cae | 5,07m            | −1,62                      |

Kvůli své malé velikosti a umístění od roviny Mléčné dráhy je Rydlo poněkud chudé souhvězdí, jen s několika málo zajímavými objekty. Nejjasnější hvězda souhvězdí Alfa Caeli má hvězdnou velikost jen 4,45 a pouze jedna další hvězda Gama Caeli je jasnější než 5m. Jiné objekty v Rydlu hodné pozoru jsou RR Caeli, zákrytová proměnná dvojhvězda (složená z červeného a bílého trpaslíka) s jednou známou planetou objevenou v roce 2012, vzdálená 65,7 světelných let (20,13 parseků) od nás; X Caeli, proměnná hvězda typu Delta Scuti, která tvoří optickou dvojhvězdu s Gama Caeli; a HE0450-2958, neobvyklá Seyfertova Galaxie, jako první objevená bez viditelných hostitelných galaxií.

## Poloha
Rydlo je nevýrazné souhvězdí, z 50. rovnoběžky je viditelné částečně těsně nad obzorem. Celé souhvězdí je viditelné alespoň po část roku jižně od 41. rovnoběžky. Je ohraničen souhvězdími Síť a Malíř na jihu, Hodinami a Eridanem na východě, Zajícem na severu a Holubicí na západě. Hlavní asterismus se skládá ze čtyř hvězd a zhruba 20 hvězd je jasnějších než velikost 6,5. Hranice souhvězdí jsou, jak je určil Eugène Delporte, definovány 12hranným mnohoúhelníkem.